# دوریس مک‌کینون
دوریس مک‌کینون (انگلیسی: Doris Mackinnon; ۳۰ سپتامبر ۱۸۸۳ – ۱۰ سپتامبر ۱۹۵۶) جانورشناس و دانشگاهی اسکاتلندی بود. حوزه تحقیقاتی او پروتوزوآهای انگلی بود.
در سال ۱۹۲۷، او به عنوان رئیس گروه جانورشناسی در کینگز کالج لندن منصوب شد و اولین زنی بود که در این کالج به این مقام دست یافت.

## زندگی‌نامه
دوریس لیوینگستون مکینون در ۳۰ سپتامبر ۱۸۸۳ در ابردین، اسکاتلند متولد شد. پدرش، لاکلان مکینون، وکیل دادگستری و کنسولگر فرانسه و بلژیک بود. او در اوقات فراغت خود به عنوان یک دانشمند آماتور به گیاه‌شناسی، پرنده‌شناسی و اخترشناسی علاقه داشت. مادرش، تئودورا تامپسون مکینون، نوه جورج تامپسون (کشتی‌دار)، یک «خانه زنان» را برای زنان بیکار تأسیس و مدیریت می‌کرد. مکینون دارای سه خواهر و برادر بود. یکی از خواهرانش سایه‌نماکار بود و دیگری، لیلیاس مکینون، پیانیست کنسرت بود. یکی از برادرانش نویسنده بود.
با تشویق زمین‌شناس و دیرینه‌شناس ماریا گوردون، مکینون در دانشگاه ابردین در رشته‌های گیاه‌شناسی و زمین‌شناسی تحصیل کرد. او در سال ۱۹۰۶ با دریافت مدرک BSc با درجه ممتاز فارغ‌التحصیل شد. مکینون موفق به دریافت «بورسیه کارنگی» شد که به او این امکان را داد تا یک سال زیر نظر ریچارد هرتویگ در مونیخ تحصیل کند. سپس، تحت نظر میلانو ولس در ایستگاه زیست‌شناسی روسکوف در فرانسه تحقیق کرد و بعداً به آزمایشگاه کوئیک در دانشگاه کمبریج، تحت نظر جورج ناتال، منتقل شد.
مکینون در سال ۱۹۰۸ به آبردین بازگشت و به عنوان دستیار جان آرتور تامسون در دانشگاه آبردین کار کرد. در سال ۱۹۰۹، به عنوان دستیار دارسی ونتوورث تامپسون در دانشگاه داندی مشغول به کار شد. در همین زمان، پایان‌نامه دکترای خود با عنوان «مطالعاتی بر روی پروتوزوآ» را در سال ۱۹۱۴ به دانشگاه آبردین ارائه کرد و موفق به دریافت دکترای علوم شد.

### دوران جنگ و تدریس
در طول جنگ جهانی اول، مکینون به بیمارستان‌های نظامی در لیورپول و ساوت‌همپتون پیوست و با استفاده از دانش خود در آغازی‌شناسی به تشخیص آمیبیاز و سایر عفونت‌ها برای دفتر جنگ کمک کرد.
در سال ۱۹۱۹، مکینون به عنوان مدرس در کینگز کالج لندن زیر نظر آرتور دندی مشغول به کار شد. دو سال بعد، به مقام Reader ارتقا یافت. در سال ۱۹۲۷، با استعفای جولیان هاکسلی از سمت رئیس گروه جانورشناسی، مکینون این نقش را بر عهده گرفت و عنوان «استاد» را نیز کسب کرد. این امر او را به اولین زن دارنده مقام استاد در کینگز کالج تبدیل کرد.
پس از بازنشستگی در سال ۱۹۴۹، مکینون به نگارش کتاب «مقدمه‌ای بر مطالعه پروتوزوآ» پرداخت. اما قبل از انتشار آن دچار بیماری شد و در ۱۰ سپتامبر ۱۹۵۶ بر اثر سکته درگذشت. کتاب او توسط R. S. J. Hawes تکمیل و ویرایش شد.

## کارها
بین ماه مه ۱۹۱۷ و می ۱۹۱۸، مکینون در بیمارستان دانشگاه جنگ در ساوت‌همپتون با ویلیام فلچر از سپاه پزشکی ارتش سلطنتی همکاری کرد و بر تشخیص و درمان اسهال خونی تمرکز داشت. این دو محقق بر روی دو گونه از Shigella dysenteriae که توسط سایمون فلکسنر و کیوشی شیگا شناسایی شده بودند، تحقیق کردند. آن‌ها کشف کردند که باسیل فلکسنر می‌تواند به دوره‌های نهفتگی برود و تا چهار تا پنج هفته غیرقابل تشخیص باشد، که این امر تشخیص پایان ناقل بودن فرد را بسیار دشوار می‌کرد. آن‌ها همچنین دریافتند که مردانی که ناقل باسیل شیگا بودند، به افسردگی دچار شده و دیگر برای خدمت نظامی مناسب نبودند.
مکینون بیش از ۴۰ مقاله علمی منتشر کرد، که عمدتاً دربارهٔ گونه‌های انگل در آغازیان (به‌ویژه تاژک‌داران و هاگ‌داران) بود. او به دلیل مهارت خود در تدریس، که از زمان فعالیتش در کالج دانشگاهی داندی شناخته شده بود، شهرت داشت. مکینون سخنرانی‌هایی برای مدارس و کنفرانس‌های متعدد ارائه داد و به داشتن این ویژگی معروف بود که طی ۳۰ سال تدریس، هیچ‌گاه یک سخنرانی را تکرار نکرد. این سخنرانی‌ها شامل مباحثی دربارهٔ بیماری‌های منتقل‌شده توسط مگس‌ها و اهمیت بهداشت و پیشگیری از تکثیر مگس‌ها در جلوگیری از شیوع حصبه بود. او همچنین یک مرکز تحقیقاتی در زمینه آغازی‌شناسی تأسیس کرد که تنها مرکز تحقیقاتی غیرپزشکی در این حوزه در بریتانیا بود.

## تقدیر و افتخارات
در دهه ۱۹۳۰، دو سرده از آغازیان، دوریسا و دوریسیلا، به افتخار مکینون نام‌گذاری شدند. در سال ۱۹۴۳، به مناسبت پنجاهمین سال پذیرش زنان در دانشگاه آبردین، مکینون به همراه دو زن دیگر دکترای افتخاری LLD دریافت کرد. هنگامی که مکینون در سال ۱۹۴۹ بازنشسته شد، به‌عنوان عضو بازنشستگی افتخاری کالج کینگز انتخاب شد. او همچنین عضو انجمن لینه‌ای‌های لندن بود و در شورای آن خدمت کرد.